# 通院医療費公費負担制度
通院医療費公費負担制度（つういんいりょうひこうひふたんせいど）とは、精神保健及び精神障害者福祉に関する法律（精神保健福祉法）第32条に規定されていた精神科通院医療費の一部を公費負担医療制度であった。
平成17年10月1日に廃止され、障害者自立支援法による自立支援医療に移行した。

## 概要
1965年（昭和40年）、精神衛生法の改正によって創設され、翌年よりスタートし、2006年（平成18年）4月、障害者自立支援法の施行によって廃止された。通常は健康保険適用の場合、全体の医療費の30%の自己負担を求められるが、この制度を利用すると5%で済んだ（1995年〈平成7年〉、精神保健及び精神障害者福祉に関する法律〈精神保健福祉法〉改正以降）。地方公共団体（地方自治体）によっては残りの5%も公金で負担し、実質無料にもなった。1999年（平成11年）の改正により2002年（平成14年）4月1日より申請による事務手続きが市町村に変更された。理由は地域における精神保健施策の充実とよりきめ細やかなサービスを実現することであった。しかし2005年（平成17年）10月に廃止された。
身体障害者福祉法第4条に規定する身体障害者の障害の除去や軽減する目的の制度の「更生医療」や「育成医療」は所得に着目した負担だったが、精神科通院については医療費に着目した公費負担だった。現行の障害者総合支援法は医療費と所得の双方に着目した負担である。

### 制度の意義
厚生労働省の社会・援護局障害保健福祉部精神保健福祉課によるとこの制度の意義は、
1. 精神障害は、治療の必要性についての理解が十分でないことや、社会的活動性の低下等により、自ら進んで適切な受診をすることが困難である場合がある。
2. 精神障害者は、疾病のために就労ができない等、経済的に困難な状態にある者があり、このような障害者の適切な受診を促す。
3. 精神障害は、継続的に適正な医療が行われないと、症状が増悪することがある。
4. 在宅の精神障害者が適切な外来医療を受けられる体制を整備することにより、精神障害者の社会復帰を促進する。
5. 根拠に基づいた適正な医療を普及させる。

等がある。

### 申請
申請は職権で行われることはない。全ての都道府県や政令指定都市に対して申請書を提出する事によって行われる。精神障害者保健福祉手帳が交付されている人は、医師の診断書は不要であった。

### 生活保護との関係
生活保護の医療扶助を受けている者については、この負担制度が優先され、残りの自己負担分が医療扶助の対象になる。

## 診断書内容
厚生労働省社会・援護局障害保健福祉部長通知「精神保健及び精神障害者福祉に関する法律等の一部を改正する法律の一部の施行に伴う関係通知の改正について」(平成14年3月29日、(障発第0329008号)によると診断書には下記の内容が記載される。
1. 氏名、生年月日、性別、住所
2. 病名（主たる精神障害、従たる精神障害、これらはICDカテゴリーも記載。身体合併症）
3. 病歴（推定発病年月、精神科受診歴等が記載される）
4. 現在の病状、状態像等（抑うつ状態、躁状態、幻覚妄想状態、精神運動興奮及び昏迷の状態、分裂病等残遺状態、情動及び行動の障害、不安及び不穏、痙れんおよび意識障害、精神作用物質の乱用及び依存、知能障害）
5. 病状・状態像等の、具体的程度、症状等
6. 現在の治療内容（投薬内容、精神療法等、訪問看護指示の有無）
7. 今後の治療方針
8. 現在の精神保健福祉サービスの利用状況
9. 備考